# Kourabiedes
Kourabiedes (Plural; griechisch κουραμπιέδες, kourabiédes; Maskulinum Singular: κουραμπιές, kourabiés) sind ein griechisches Weihnachtsgebäck, das etwa den Vanillekipferl ähnelt. Sie werden aus einem mürben Teig unter Verwendung von Mehl, Butter, Zucker, Mandeln und Aromen (u. a. Vanille) hergestellt.
Traditionell stammen die Kourabiedes aus Kappadokien, wo sie von dortigen Griechen als Weihnachtsgebäck zubereitet wurden. Erst im frühen 20. Jahrhundert brachten Flüchtlinge sie nach Griechenland. Die Bezeichnung Kourabiés entstammt dem Türkischen kurabiye (dies von arabisch غرّيبة, ghurayba) bezeichnet aber ursprünglich nur Kekse allgemein.
Der Teig wird zu Plätzchen oder Hörnchen geformt (oft mit einer ganzen Mandel in der Mitte), gebacken und noch heiß in Puderzucker gewendet, bevor das Gebäck dann abkühlt.
Neben den Melomakarona gehören die Kourabiedes zu dem traditionellen Weihnachtsgebäck in Griechenland. In Konditoreien sind diese jedoch über das ganze Jahr erhältlich.